# Chilenomela mimica
Chilenomela mimica es un coleóptero de la familia Chrysomelidae.
Fue descrita científicamente en 1994 por Daccordi.